# Pattinaggio di velocità ai IX Giochi asiatici invernali - Sprint a squadre femminile
La gara dello sprint a squadre femminile si è svolta il 10febbraio 2025 allo Heilongjiang Winter Sports Training Center di Harbin, in Cina.

## Risultati
| Rank | Pair | Squadra                                                       | Tempo   | Note |
| ---- | ---- | ------------------------------------------------------------- | ------- | ---- |
| 1    | 1    | Corea del Sud Kim Min-ji Lee Na-hyun Kim Min-sun              | 1:28.62 | GR   |
| 2    | 1    | Cina Yu Shihui Tian Ruining Han Mei                           | 1:28.85 |      |
| 3    | 2    | Kazakistan Kristina Silaeva Darya Vazhenina Nadezhda Morozova | 1:30.12 |      |
| 4    | 2    | Giappone Kako Yamane Rio Yamada Rin Kosaka                    | 1:32.81 |      |